# هاجر سعد الدين
هاجر سعد الدين (8 أغسطس 1949 -) هي إذاعية مصرية.

## حياتها ونشأتها
هاجر سعد الدين، ولدت بمركز شبين الكوم في محافظة المنوفية، حصلت على ليسانس الدراسات الإسلامية والعربية من كلية البنات بجامعة الأزهر سنة 1967، ثم ماجستير في الفقه عام 1978 بتقدير عام ممتاز من نفس الكلية وموضوع الرسالة هو «فقه عمر بن الخطاب»،
وحصلت على الدكتوراه في الفقه عام 1990 بتقدير عام ممتاز مع مرتبة الشرف الأولى، وكان موضوع الرسالة هو «حقوق الزوجة المادية والأدبية الناشئة عن عقد الزواج».

## مسيرتها
بدأت هاجر عملها في مجال الإعلام في 15 - 4 - 1968 م وفي عام 1977 عملت بتقديم البرامج وتولت إدارة البرامج الدينية بشبكة البرنامج العام عام 1987 م
وفي 1995 شغلت منصب المدير العام لبرامج الأسرة والمجتمع الإسلامي بشبكة القرآن الكريم
وفي 4-9-1996 تمت ترقيتها إلى نائب لرئيس شبكة القرآن الكريم
ثم تولت رئاسة شبكة القرآن الكريم في الفترة من 7-9-1998 وحتى 9-11-2006.
- أثناء عملها بشبكة البرنامج العام قدمت البرامج التالية:

1. رأي الدين.
2. دنيا ودين
3. سبحان الله
4. حديث الصباح
5. فيض من نور
6. القرآن علمني
7. حديث السهرة

- وفي شبكة القرآن الكريم قدمت البرامج التالية:

1. موسوعة الفقه الإسلامي
2. فقه المرأة
3. فقه المرأة في رمضان
4. مسلمات حول الرسول «صلى الله عليه وسلم»
5. في ملكوت الله
6. بيت المقدس في موكب الزمان
7. المدينة المنورة في موكب الزمان
8. الكعبة المشرفة في موكب الزمان
9. إلى بيت الله العتيق
10. أعلام خفاقة في سماء الفقه الإسلامي
11. بغداد تاريخ وحضارة

## جوائز وتكريمات
للدكتورة هاجر على المستويين المحلي والدولي حصلت الدكتورة هاجر سعد الدين على جائزة الأمم المتحدة «رسول السلام» عام 1996 م للدور الذي شاركت به لإعلاء شأن المرأة المصرية وتنمية ثقافتها كما حصلت على دروع من محافظتي المنوفية والمنيا وإذاعة لبنان لعطائها في مجال الإعلام والدعوة الإسلامية وتقديراً لهذا العطاء منحتها أيضا عدة جهات شهادات تقدير منها جريدة عقيدتي والمصرف الإسلامي الدولي والمجلس الشعبي المحلي لمصر الجديدة.

## الأنشطة الثقافية والعلمية
- وقد تولت الدكتورة / هاجر سعد الدين رئاسة اللجنة الموحدة لاختبار القراء والمبتهلين باتحاد الإذاعة والتلفزيون في الفترة من 2000 م إلى 2006 م

1. عضو بالمجلس العالمي للدعوة والإغاثة «اللجنة العالمية للمرأة والطفل»
2. عضو بالمجالس القومية المتخصصة شعبة الإعلام
3. عضو بالمجالس القومية المتخصصة شعبة التعليم الأزهري حتى عام 2006 م
4. عضو بلجنة البرامج الدينية المنبثقة من اتحاد الإذاعة والتلفزيون حتى عام 2007م
5. عضو بلجنة الإعلام الديني بالمجلس الأعلى للشئون الإسلامية حتى عام 2008
6. عضو بالمجمع المصري للثقافة العلمية